# Сысоевка (Башкортостан)
Сысоевка (баш. Сысоевка) — деревня в Ермекеевском районе Республики Башкортостан Российской Федерации. Входит в состав  Бекетовского сельсовета. 

## География

### Географическое положение
Расстояние до:
- районного центра (Ермекеево): 28 км,
- центра сельсовета (Бекетово): 3 км,
- ближайшей ж/д станции (Приютово): 5 км.

## Население
| 2002 | 2009 | 2010 |
| ---- | ---- | ---- |
| 1    | →1   | →1   |

Национальный состав
Согласно переписи 2002 года, жители населённого пункта указали единственную национальность — русские (100 %).